# Museu Molins de la Vila
El Museu Molins de la Vila és un museu de Montblanc integrat dins del compendi del Museu Comarcal de la Conca de Barberà (MCCB), obert al públic des de 1994.
Es tracta d'un conjunt arquitectònic conegut com els Molins de la Vila, antics molins fariners a la banda de llevant de Montblanc, prop de la confluència dels rius Francolí i Anguera. Se'n conserven dos: el molí Gran o molí de la Volta i el molí Xiquet.

## Molins

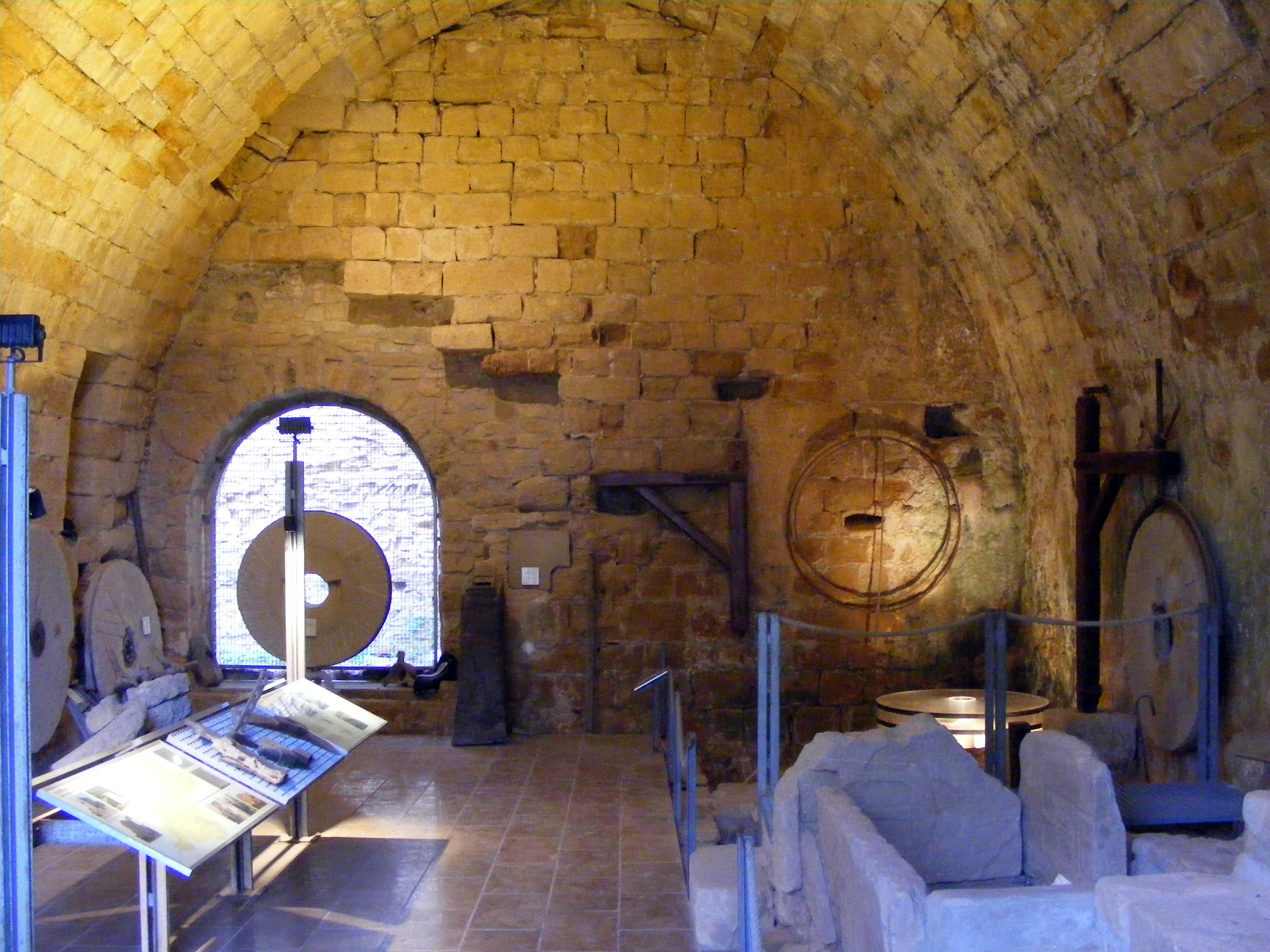
Interior del Molí de la Volta.

El molí Gran o molí de la Volta consta d'una planta rectangular de 89 m² i està format per quatre molins de sistema hidràulic, amb un arc adovellat de mig punt i uns grossos murs. Tots els paraments i la coberta amb estructura de volta, així com la base superior, són construïts amb carreus de pedra picada. Al mur est hi ha quatre obertures en forma d'espitllera. La bassa, és de maçoneria per una banda i per l'altra està excavada en un terreny argilós, està en un nivell superior i pren aigua del riu Francolí i desguassa al riu Anguera. Té quatre cacaus amb els respectius cups o pous de pressió, on hi ha l'aigua que cau sobre els rodets o turbines que hi ha en aquests cacaus. En aquest nivell inferior hi ha els desguassos de volta plana i arcs apuntats a la sortida.
El molí Xic està a la vora del riu Anguera i ha estat destruït per nombroses riades. Conserva la planta de 61 m² amb els arrencaments de dos arcs de diafragma que sostenien la coberta o un pis superior. Actualment, el conjunt s'ha incorporat al Museu Comarcal com una secció monogràfica.

## Història

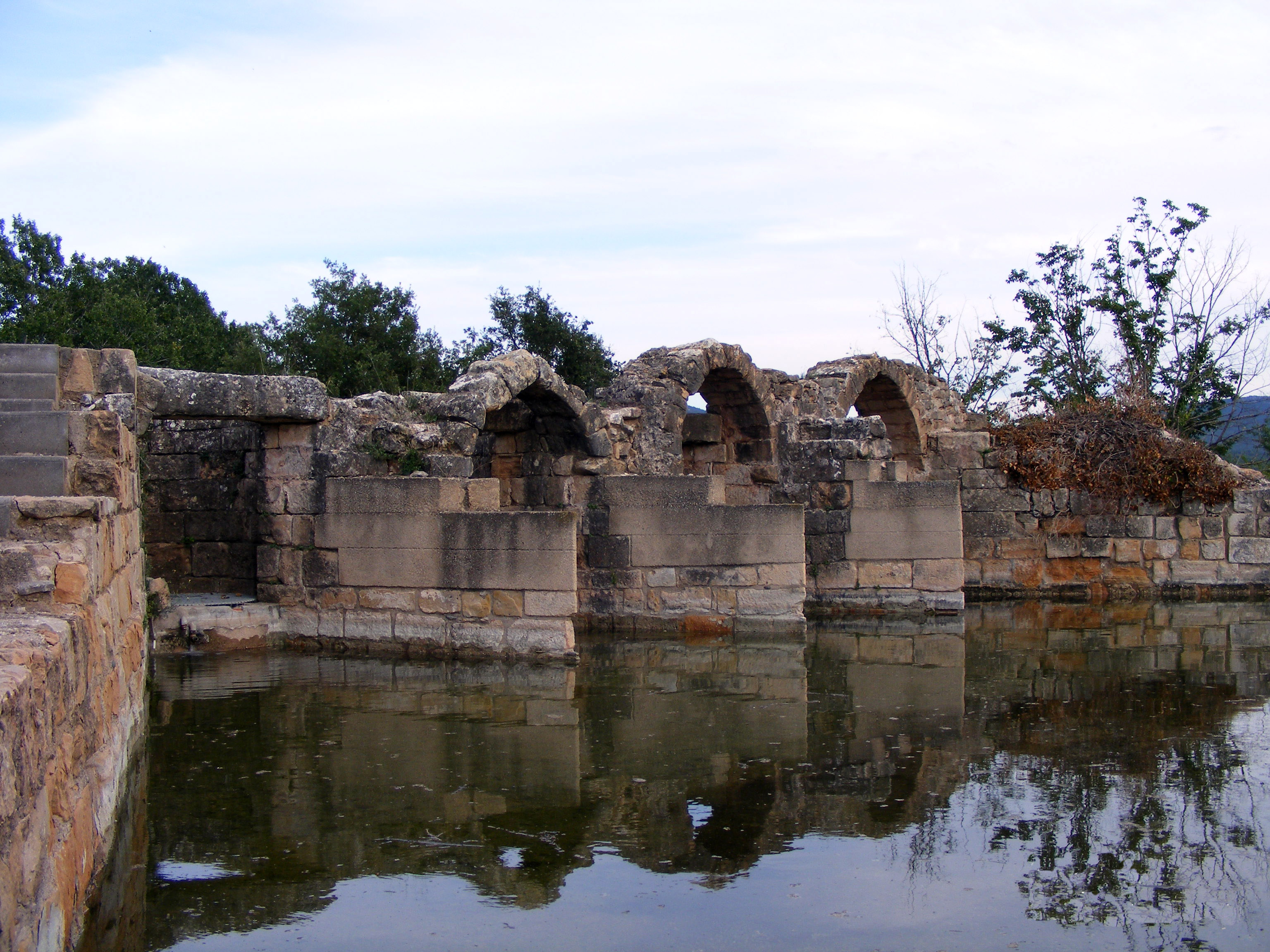
Bassa del Molí de la Volta.

El lloc que ocupen els molins de la vila de Montblanc, entre els rius Francolí i Anguera, també és conegut com a Vila-salva. L'indret està documentat el 1155 quan el comte de Barcelona Ramon Berenguer IV concedeix una carta de població a Pere Berenguer de Vilafranca. El rei Alfons I, amb una nova carta de població, estableix que la vila es traslladi a l'altra banda del riu Francolí i que s'anomeni Montblanc. Els molins foren propietat del comú des del XIII fins a la Guerra dels Segadors. El municipi es vengué a la Comunitat de Preveres. L'any 1846 la Comunitat de Preveres arrendà els molins a Baltasar Pedrol i Anton Casanovas, en el contracte s'esmenta que només en funcionen dos dels quatre. A finals del segle xviii els molins estaven derruïts, i funcionaven parcialment fins a mitjan segle xix (1848) quan un aiguat els enrunà definitivament.